# 日軽物流
日軽物流株式会社（にっけいぶつりゅう、英文社名：Nikkei buturyuu Co., Ltd.）は、日本軽金属グループに所属するアルミニウム製品の運送会社である。

## 主力製品・事業
- 貨物自動車運送業、貨物運送取扱業、倉庫業、梱包荷役作業請負人、産業廃棄物収集運搬業、前各号に対する一切の業務

## 主要事業所
- 本社 - 東京都中央区八丁堀三丁目4番8号

## 沿革
- 1978年 - 日軽運輸倉庫(株)設立。日軽産業(株)の運輸部門の独立をはかる。一般区域貨物自動車運送事業(現、一般貨物自動車運送事業)の営業開始。自動車運送取扱事業の営業開始。
- 1980年 - 増資、資本金2,000万円
- 1982年 - 倉庫業免許取得
- 1988年 - 日本軽金属(株)の子会社として、位置づけられる。日本トレーラーエキスプレス(株)と合併、資本金4,000万円。
- 1990年 - 増資、資本金1億6,300万円。楢崎産業(株)の関連会社であるケイナラ(株)に60%資本参加。
- 1993年 - (株)京浜アルミセンターと合併、資本金1億6,800万円。
- 1995年 - 新日軽物流(株)と合併、資本金3億5,349万2千円。商号を日軽物流(株)に変更。
- 2005年 - 本社事務所を中央区京橋に移転。
- 2011年 - 本社事務所を中央区八丁堀に移転。

## 主要取引先
- 日本軽金属株式会社
- 日本フルハーフ株式会社
- 日軽金アクト株式会社
- 日軽パネルシステム株式会社
- 株式会社エヌティーシー
- 日軽形材株式会社
- 日軽産業株式会社

他